# Alejandrino
Alejandrino es el verso, usualmente de catorce sílabas métricas (en catalán, de doce sílabas) compuesto de dos hemistiquios con tilde en la sexta y decimotercera sílaba. Entre ambos hemistiquios heptasílabos hay una cesura o pausa medial, que funciona como la pausa final de verso: no admite la sinalefa entre los hemistiquios y hace equivalentes los finales agudos, llanos y esdrújulos según las reglas métricas del español. 

## Origen y final
Su nombre proviene de la ciudad de Alejandría, o bien de la versión francesa del poema narrativo Li Romans d’Alixandre escrita por Le Tort y Alexandre de Bernay en el siglo XII. Fue muy usado en la lírica del mester de clerecía y, tras algunas ocasionales apariciones en textos de Gil Polo, Sor Juana Inés de la Cruz, Moratín y otros, renace en el Romanticismo, por influencia francesa. Recibe un impulso definitivo con los movimientos posrománticos de finales del siglo XIX y principios del XX, en particular el modernismo y los poetas del 98.

## Variantes acentuales
El verso alejandrino puede tener varios patrones acentuales. El más común es el que tiene marca rítmica (sílaba tónica) en las sílabas segunda, sexta, novena y decimotercera:
Mi infancia son recuerdos de un patio de Sevilla.
(Antonio Machado).
Hay otras variantes de uso menos frecuente. Por ejemplo, en su conocida Sonatina Rubén Darío utiliza alejandrinos con marca en las sílabas tercera, sexta, décima y decimotercera:
La princesa está triste, ¿qué tendrá la princesa? (Rubén Darío)
En ambos tipos, el esquema rítmico es el mismo en ambos hemistiquios. En otras ocasiones, cada hemistiquio presenta un esquema distinto, como sucede en este verso de Pablo Neruda
Puedo escribir los versos más tristes esta noche,
donde el primer hemistiquio tiene marca rítmica en las sílabas primera, cuarta y sexta, mientras que el segundo la tiene en las sílabas segunda, cuarta y sexta (novena, undécima y decimotercera si contamos todo el verso como una unidad).
También se da el caso de versos heptasílabos en que el hemistiquio termina en palabra esdrújula:
blandiera el brazo de Hércules, o el brazo de Sansón. (Rubén Darío)

## Combinaciones estróficas
En época medieval, el alejandrino se usa dentro del Mester de Clerecía en la estrofa llamada Cuaderna vía (tetrástrofo monorrimo), compuesta por cuatro alejandrinos:
Avie hy grant abondo de buenas arboledas,
Milgranos e figueras, peros e manzanedas,
E muchas otras fructas de diversas monedas;
Mas non avie ningunas podridas nin açedas. (Gonzalo de Berceo)
En la poesía modernista se utiliza el alejandrino como sustituto frecuente del endecasílabo en la elaboración de sonetos, y también para formar pareados y otras estrofas. Así, este es un ejemplo de pareado:
Cada hoja de cada árbol canta un propio cantar
y hay un alma en cada una de las gotas del mar. (Rubén Darío)

## Alejandrino a la francesa (tridecasílabo)
Es un caso particular de alejandrino, cuyo primer hemistiquio termina en aguda, o bien termina en palabra llana con final en vocal, cuando el segundo hemistiquio comienza por vocal, por lo que en principio podría darse sinalefa (aunque la cesura, pausa al final del primer hemistiquio, la impide). Se discute su carácter, porque permite su lectura como verso simple de 13 sílabas o verso compuesto de 7 + 7 sílabas.
En cierta catedral / una campana había
Que sólo se tocaba / algún solemne día. (Tomás de Iriarte)

Del nicho helado en que / los hombres te pusieron,
tuviste que bajar, / sin fatiga, a dormir. (Gabriela Mistral)